# 완성대군
완성대군(完城大君, 1320년~1385년)은 조선 도조의 다섯째 아들로, 이름은 이종(李宗)이다. 1872년 12월 3일 고종에 의해 대군으로 추봉되었다.

## 가계

### 형제
- 경순왕후(敬順王后) 박씨(朴氏)
  - 완창대군(完昌大君) 이자흥(李子興), 이탑사불화(李塔思不花)
  - 환조대왕(桓祖大王) 이자춘 (李子春)
  - 완원대군(完原大君) 이자선(李子宣)
  - 완천대군(完川大君) 이평(李平)
  - 문혜공주(文惠公主) / 문인영(文仁永)
  - 문숙공주(文淑公主) / 김방괘(金方卦)
  - 문의공주(文懿公主) / 허중(許重)

### 배우자/자녀
부인: 청주 한씨 판결사(判決事) 한준(韓俊)의 딸
장남: 영춘군 이화상

### 자손
- 청주 한씨 : 판결사(判決事) 한준(韓俊)의 딸
  - 영춘군 이화상(李和尙, 1350~1405) : 원종공신(原從功臣)에 책록되었다.

### 기타
- 이복동생 : 이완자불화(李完者不花) : 도조의 후궁 조씨(趙氏) 소생
  - 조카 : 이지(李枝) : 조선 개국 이후 영돈녕부사 역임
- 이복동생 : 이나해(李那海) : 도조의 후궁 조씨 소생